# Serranus aequidens
El serrano de agua profunda (Serranus aequidens) es una especie de peces de la familia Serranidae en el orden de los Perciformes.

## Distribución geográfica
Se encuentra en el Pacífico oriental central, desde el sur de California hata Panamá, así como en las islas Galápagos y la isla Cocos.